# 接地系统
在供电系统中，接地系统决定了电极对地球表面的电势。对接地系统的选择直接影响安全和电源的电磁兼容性，不同国家的标准和管理规定可以相差很大。大部分的接地系统都会将其中一个电源电极与大地直接相接，如果一个电器设备发生故障，使得火线（未接地的电源电极）接触到设备裸露的導電表面，那么任何一个与大地在电气上相连的人（比如站在地球表面或触碰接地池）触碰该设备表面将形成一个回路，电流返回到那个已接地的电源电极，造成触电。
保护接地，在美国国家电气代号NEC中称为设备接地极（equipment grounding conductor），将裸露的导電表面保持在与地相同的电势，从而避免这种危害。为了避免可能产生压降的压降，正常情况下，该极是不允许有电流流过的，但故障电流通常可以熔断保险丝或触发空气开关动作，从而保护电路。不足以触发过流保护的高阻抗的“相-地”故障还是有可能触发剩余电流（零序电流，漏电电流）装置（如果有的话） -（北美称之为接地故障电路断路器，GFCI）
相反，功能性的接地目的不是为了防止触电，而且可能通常会有电流通过。使用功能性接地的设备包括浪涌电流抑制器，电磁干扰滤波器，某些天线和测量仪器，但功能性接地的最重要的例子还是供电系统的中性点，该带电流的电极被接地，为了防止地电流，通常（但不尽然）是单点接地。在NEC中称之为接地的电源极（GroundED supply conductor），以此来区分设备接地极（equipment grounding conductor）。
在大多数的发达国家，带接地触头的230V电源插座都是在二战前后开用应用的，虽然各国流行的变种差别很大。在美国和加拿大，60年代中期（1960s）以前安装的120V插座通常是不带接地插孔的。在发展中国家，就地的接线施工可能没有连接插座上的接地孔。在没有提供电源地的时候，需要接地的设备通常会使用电源的中性点，有些使用接地棒。很多110V用电器的插头是分极性的，以区分相线和中性线，但用电源中性线作为设备接地线是有很大隐患的，插座或插头上的相线和中性线可能意外地弄反了，或者中性线与地没有连接上或者没有很好地安装好。中性线中正常的负载电流都有可能产生危险的压降。由于这些原因，多数国家已经强制使用现在已经很普遍的专用保护接地连接。

## 歷史沿革
電報發明後，最早的接地導體出現在1820年代。1923年在法國。通過制定電氣安裝的“標準”，制定了特定的接地標準。1973年，決定使用TN網絡。

## 分類
国际标准IEC60364区分了三大类接地系统，使用两个字母代号表示TN,TT和IT。

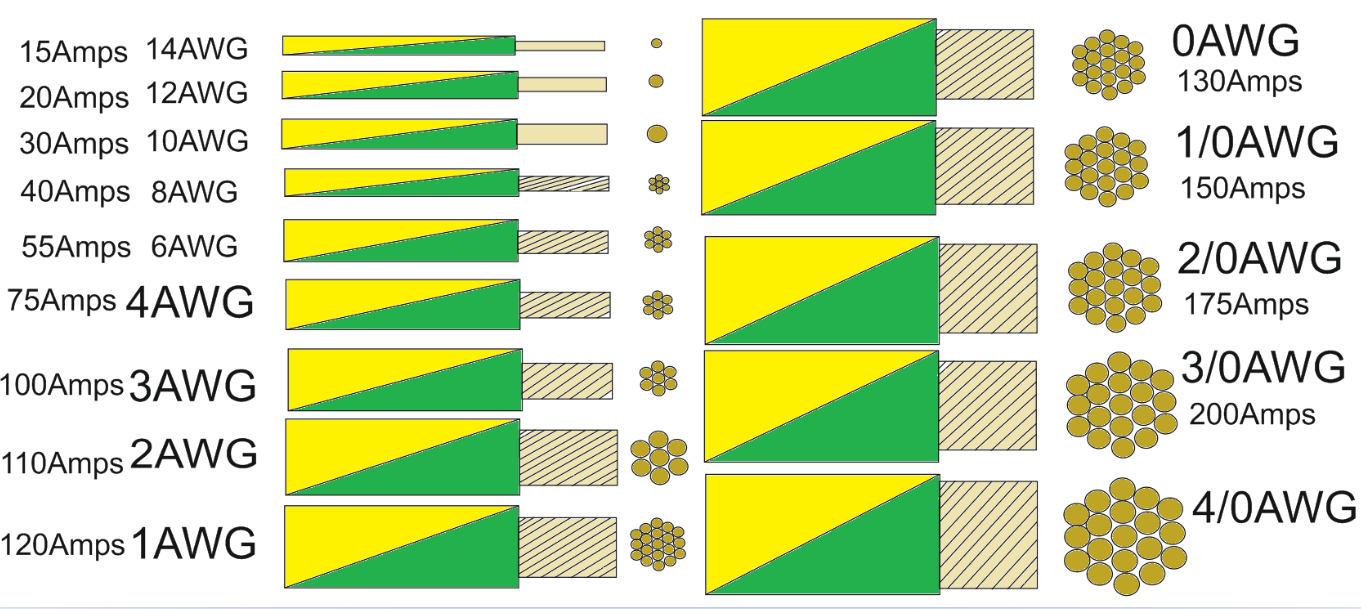
接地線選型

第一个字母表示供电设备（发电机或变压器）与地的连接，第二个字母表示提供给用电设备的与地连接。
T: 将一点直接与地相接（terra）
I: 没有与地相接的点（isolation），或是通过一个高阻抗。
N: 在安装位置直接与接地的中性点相接。

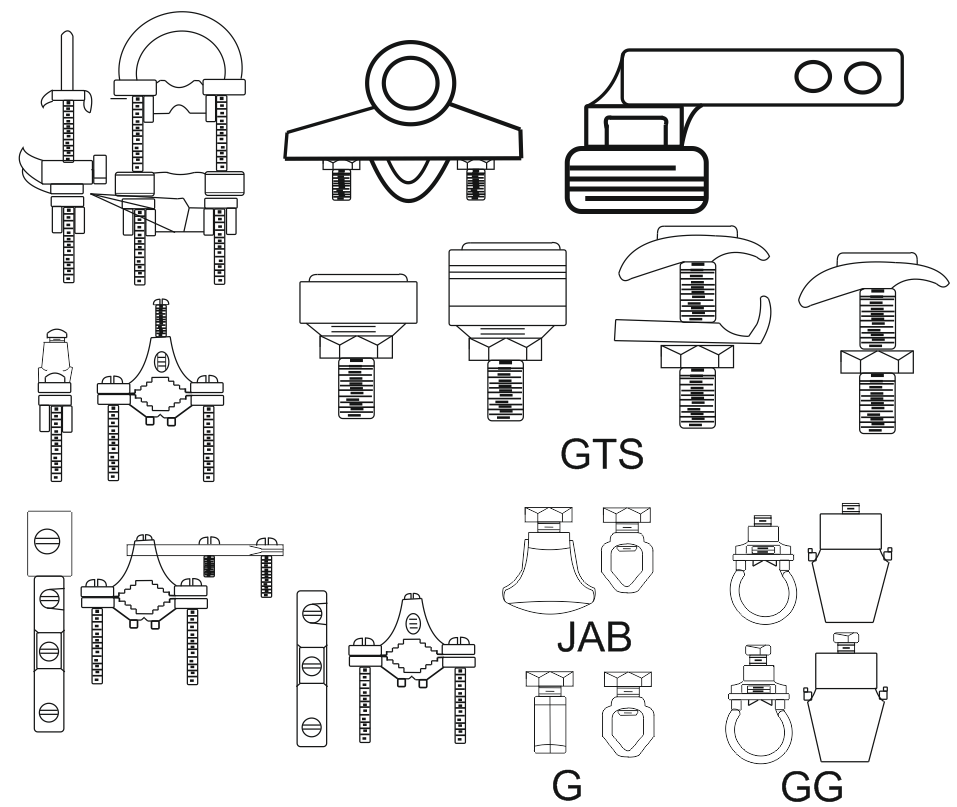
接地連接器

第三、四個字母表示保護導體（PE）及中性導體（N）是否共用同一導體。
C: 保護導體及中性導體是混合的（Combine）
S: 保護導體及中性導體是分開的（Separate）

### TN系統
在TN接地系统中，发电机或变压器的其中一点与地相接，通常是三相系统中的星点。用电设备的外壳通过变压器的这个接地点与地相接。
TN-S系統中，由變壓器到最終電路均設有獨立的保護導體（PE）及中性導體（N）
TN-C系統中，保護導體及中性導體混合在一起（PEN）
TN-C-S系統中，由變壓器到總電掣櫃，保護導體及中性導體混合在一起（PEN），之後分開獨立的PE及N
|           |           |             |
| TN-S 系統 | TN-C 系統 | TN-C-S 系統 |

### TT系統
在TT系統中，发电机/变压器與客戶端各自接地，兩者沒有使用保護導體（PE）相連。
TT系統最大的好處是減少PE干擾客戶端設備的問題。一些特別設備（如電訊系統）需要一個沒有雜訊的接地極（Clean Earth），與普通的接地極（Dirty Earth）分開。由於客戶端擁有自己的接地極，因此沒有中線斷開所產生的安全問題。

### IT系統
在IT系統中，发电机/变压器沒有接地或以高阻抗接地，客戶端則擁有自己的接地極。
相比TN及TT系統，IT系統出現相-地短路（line-to-ground fault）時仍可正常運作，但其餘兩個相的對地電壓會由VLN變成VLL。由於故障電流很小，因此所有電路都需要使用漏電斷路器（RCD）來保護。
在印度，礦場必須在中線加入電阻接地，確保故障電流不大於750mA，防止巨大的故障電流點燃可燃氣體，同理，也可以確保地底下的供電系統不會因小事故而中斷。

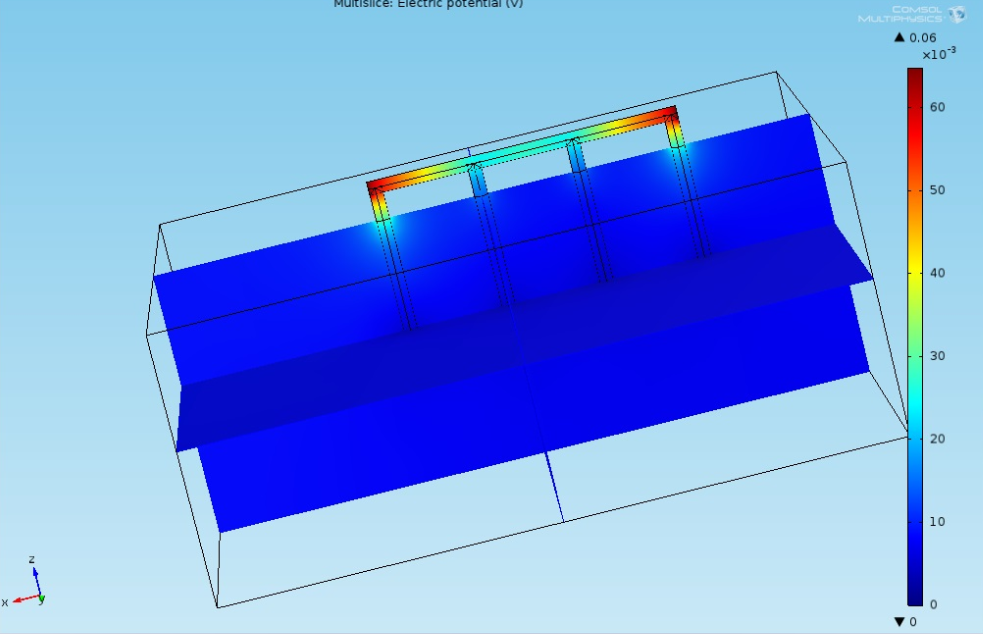
接地棒的物理模型

## 接地導體的類型
- 單接地
- 組接地導體
- 接地網
- 接地板

## 土壤的电导率

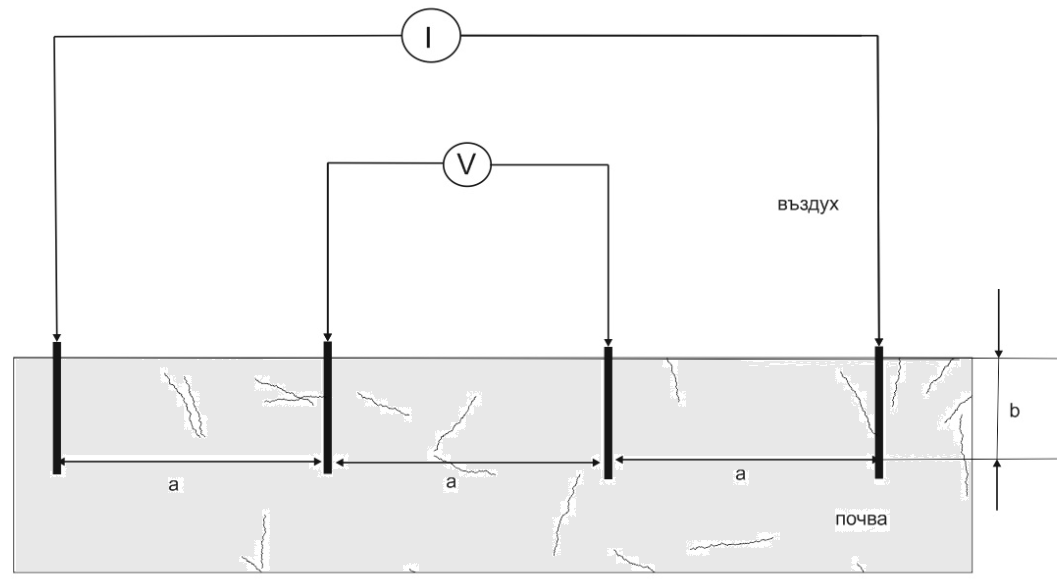
溫納法土壤電阻率

地質材料的抵抗力取決於幾個組成部分：金屬礦石的存在，地質層的溫度，考古或結構特徵的存在，溶解的鹽和污染物（孔隙度和滲透率）的存在。
接地電阻的測量是接地設備設計中的重要方面。 從其電阻取決於接地裝置的電阻。 有兩種測量土壤阻力的方法：斯倫貝謝方法和維納斯方法。